# Неретский край
Не́ретский край (латыш. Neretas novads) — бывшая административно-территориальная единица на юге Латвии, в историко-культурной области Селия. Край состоял из четырёх волостей, центром края являлось село Нерета.
Край был образован 1 июля 2009 года из части расформированного Айзкраукльского района.
Площадь края — 645,5 км². Граничил с Виеситским, Вецумниекским и Яунелгавским краями.
В 2021 году в результате новой административно-территориальной реформы Неретский край был упразднён, а его волости вошли в состав Айзкраукльского края.

## Население
На 1 января 2010 года население края составляло 4383 человека. 
Национальный состав населения края по итогам переписи населения Латвии 2011 года:
| Национальность | Численность, чел. (2011) | %        |
| -------------- | ------------------------ | -------- |
| Латыши         | 3094                     | 79,78 %  |
| Литовцы        | 339                      | 8,74 %   |
| Русские        | 308                      | 7,94 %   |
| Белорусы       | 65                       | 1,68 %   |
| Украинцы       | 24                       | 0,62 %   |
| Поляки         | 37                       | 0,95 %   |
| Другие         | 11                       | 0,28 %   |
| всего          | 3878                     | 100,00 % |

## Территориальное деление
- Залвская волость (латыш. Zalves pagasts)
- Маззалвская волость (латыш. Mazzalves pagasts)
- Неретская волость (латыш. Neretas pagasts)
- Пилскалнская волость (латыш. Pilskalnes pagasts)